# Gerard Reeskamp
Gerardus Adrianus Reeskamp (Utrecht, 13 augustus 1899 – Soest, 26 maart 1970) was een Nederlands verzetsstrijder actief in Friesland en Het Gooi tijdens de Tweede Wereldoorlog.

## Voor de oorlog
In Bussum bouwde Reeskamp een succesvolle, apotheekhoudende drogisterij op. In 1933 verhuisde Reeskamp met zijn gezin van boven de drogisterij naar een vrijstaand huis in Naarden.

## Verzet
Reeskamp verspreidde al voor de oorlog pamfletten om mensen bewust te maken van het dreigende gevaar. In 1939, voor de Duitse inval, ging hij samen met zijn oudste zoon Gerard en een aantal gelijkgestemden de gangen van Duitsgezinde streekgenoten na. Direct na de inval in mei 1940 vormde hij een actie(verzets)groep in Het Gooi. Zijn oudste zoon Gerard, Bleeker, Tomassen, Dubelaar en ook de later vermaarde verzetsstrijder Theo Dobbe waren leden van deze groep. Uit de vesting van Naarden werden door de groep kisten met munitie en trotyl gestolen, later gebruikt door Dobbe voor aanslagen in Amsterdam. Na enkele maanden werd de groep door verraad opgerold, maar vader en zoon Reeskamp wisten te ontsnappen. Gezocht door de Sicherheitsdienst (SD) zag Reeskamp zich in december 1940 gedwongen gezin en drogisterij in Naarden achter te laten en een onderkomen te zoeken in Sneek, geboortestad van zijn vrouw Sjoukje.
Hij kreeg via Tourton Bruins van het LOF (Legioen Oud Frontsoldaten) contact met Sybrand Marinus van Haersma Buma, burgemeester van Wymbritseradeel. Deze was de belangrijkste figuur van het LOF in Noord-Nederland. Reeskamp heeft via zijn contacten de grondslag voor het verzet in de provincie Friesland kunnen leggen. In de omgeving Sneek (Scharnegoutum) richtte Reeskamp een van de eerste Friese knokploegen (KP's) op. Bij grote acties elders in de provincie, zoals bij de overval op de Leeuwarder gevangenis, werd zijn hulp ingeroepen. Door zijn verzetsactiviteiten kreeg hij door de Duitsers bij verstek verschillende doodvonnissen. Een beloning van 10.000 gulden werd voor hem uitgeloofd, dood of levend. In november 1942 werd hij gearresteerd in Arnhem tijdens een overdracht van distributiebonnen. Hij zat gevangen in Amsterdam, maar deed alsof hij een maagbloeding had. Vervolgens slaagde hij erin te ontsnappen uit het Binnengasthuis.
In 1944 werd Reeskamp benoemd tot DOL, districtsoperatieleider van de sabotageploegen in Zuidwest-Friesland, rapporterend aan Haitze Wiersma, districtscommandant. In zijn verzet werd Gerard Reeskamp door zijn vrouw Sjoukje Reeskamp-Wielinga gesteund. Ze zat begin 1943 met 3 van de oudste kinderen  een aantal maanden in Amsterdam gevangen en werden verhoord door de Sicherheitsdienst (SD), maar verraadde niet waar haar man verbleef. In 1944 nam Reeskamp-Wielinga twee Joodse kinderen in huis. In 1987 kreeg ze hiervoor de Jad Wasjem-onderscheiding.
Diverse aspecten geven Reeskamp een bijzondere plaats in de verzetsgeschiedenis. Allereerst blijkt al een sterke gedrevenheid uit zijn anti-NSB-activiteiten van voor de oorlog (1939) en zijn verzetsactiviteiten in mei 1940. Hij was een van de allereerste verzetsstrijders in Nederland, zo schrijft Loe de Jong in zijn meerdelige werk over de Tweede Wereldoorlog. In een brief noemde De Jong Reeskamp een van de eerste en belangrijkere verzetsstrijders van Nederland. Een tweede onderscheidende kant van Reeskamp is het zo humaan mogelijk uitvoeren van zijn verzetsacties, steevast gericht op het vermijden van burgerslachtoffers, zoals ook uit het boek De Drogist blijkt.

## Overzicht van Reeskamps belangrijkste verzetsactiviteiten

### Propaganda
- Vanuit zijn drogisterij werden folders verspreid waarin gewezen werd op de gevaren van de Duitse overheersing (1939), bedoeld om de morele weerbaarheid te verhogen.
- Geld werd opgehaald om propagandalectuur zoals Vrij Nederland en de Oranjekrant te laten drukken. Vervolgens werden deze door hem naar de gevormde verzetscellen gebracht (1941).
- Het anti-Duitse witboek van dr. Van Kleffens werd door hem opgehaald en na gedrukt te zijn verspreid in Friesland (1941). Deze activiteiten vormden voor de SD een belangrijke reden om op hem te jagen.
- 200 door de Duitsers gevorderde radio's uit een vrachtschip gestolen en verspreid.

### Strijdbare acties
- Kisten munitie en trotyl gestolen uit de bewaakte wapenopslagplaatsen in Naarden-Vesting (juni 1940).
- Brandbommetjes van fosfor en buskruit gemaakt waarmee munitieopslagplaatsen te Soesterberg werden vernield (1940).
- Kort voor zijn transport[2] naar kamp Amersfoort uit het bewaakte Binnengasthuis in Amsterdam ontsnapt (december 1942)[3].
- Leiding aan de dekkingsploeg bij de succesvolle overval op het Leeuwarder Huis van Bewaring (de Blokhuispoort); hierbij werden 51 mensen bevrijd (8 december 1944).
- Deelgenomen aan twee overvallen op politiebureau Sneek, onder leiding van Haitze Wiersma, waarbij ruim 20 verzetsmensen werden bevrijd.
- Als terreincommandant de ontvangst en afvoer van wapendroppings in Zuidwest-Friesland geregeld (1944-1945).
- Een munitietrein de lucht in laten springen bij Bozum (december 1944).
- Speelde belangrijke rol als lid van de NBS bij de bevrijding van Sneek op 15 april 1945 bevrijd. Daarbij werden met een gewapend optreden Duitse soldaten ontwapend (15 april 1945).

### Opbouw van het verzet in Friesland
- In geheel Friesland lectuurcellen opgebouwd, die zich later veelal ontwikkelden tot verzetscellen. Dit ging via predikanten, na een introductie door Sybrand Marinus van Haersma Buma (1941).

### Acties voor onderduikers en andere getroffenen
- Distributiekantoren te Wommels (23 oktober 1942), Bolsward, Rauwerd en Mantgum overvallen voor bonkaarten en persoonsbewijzen.
- In het gemeentearchief te Bolsward het adressenbestand van werkkrachten voor Duitsland vernietigd.
- Overval op het bevolkingsregister te Rauwerd, gepleegd voor blanco persoonsbewijzen.
- Overvallen op een tiental kaasfabrieken in Friesland.
- Voedselvoorraden naar Amsterdam verzonden. Agent Akkerman getuigde van minstens 200 voedselpakketten die in de hongerwinter aangekomen waren.
- Overvallen op enkele veehandelaren die geen geld wilden afstaan voor het verzet en de onderduikers.

## Na de bevrijding
Direct na de oorlog werd Reeskamp alom geprezen om zijn moed en tomeloze inzet. Hij kreeg onder meer een onderscheiding van generaal Dwight D. Eisenhower namens de Allied Expeditionary Force wegens getoonde moed. Echter de laatste overval op een veehandelaar op 16 januari 1945 bracht hem na de oorlog in problemen. Reeskamp, eind 1944 toegetreden tot de Binnenlandse Strijdkrachten, voerde op verzoek van Haitze Wiersma, hoofd van de Friese tak van de Landelijke Organisatie voor Hulp aan Onderduikers, overvallen uit op veehandelaren om de chronische geldnood te lenigen. Geld was hard nodig om onderduikers te kunnen voeden.  De groep van Reeskamp voerde een mislukte overval uit op een veehandelaar. Nadat de veeboer naar verluidt verzet bood, schoot een van de KP'ers hem in het hoofd met het pistool van Reeskamp. De daders namen zonder zich om het slachtoffer te bekommeren de goedgevulde portefeuille mee, hierbij moesten zij zich over het slachtoffer buigen. De veehandelaar bleef liggen in de sneeuw en overleed enkele weken later in het ziekenhuis aan longontsteking. Reeskamp was in de tussentijd naar het ziekenhuis geweest om vast te stellen dat de veehandelaar niet meer bij kennis zou komen. De tragiek van de overval is dat na de oorlog bleek de gedode veehandelaar niet alleen aan de Duitsers vlees leverde maar in een latere fase van de oorlog ook verzetswerk steunde. Zo had hij op het moment van de overval een Joods meisje ter onderduik in huis. 
Reeskamp werd berecht voor zijn aandeel in de roofoverval op de veehandelaar. Reeskamp probeerde de schuld te schuiven op twee door de Duitsers gedode verzetsstrijders. Hij werd als militair berecht, omdat hij eind 1944 toegetreden was tot de Binnenlandse Strijdkrachten, later vallend onder het militair regime. De gedreven auditeur-militair C.H. Beekhuis, in de oorlog actief als advocaat te Leeuwarden, ging na een veroordeling in eerste aanleg tot 2 jaar gevangenisstraf, in hoger beroep en eiste 6 jaar. In De Drogist valt te lezen dat volgens Beekhuis, volledig onbekend met welk verzetswerk dan ook, het verzet een onbesmette naam in de geschiedenis diende te dragen. Het Hoog Militair Gerechtshof veroordeelde Reeskamp tot 4 jaar cel. Geen rekening werd gehouden met het feit dat de overval met dodelijke afloop in de oorlog bedoeld was voor onderduikfinanciering. Het was niet het enige opmerkelijke juridische aspect van deze zaak. Zo kreeg Reeskamp pas na 7 maanden van gevangenschap een advocaat toegewezen. Tijdens de zittingen bracht zijn advocaat bijzonder weinig weerwoord te berde. Getuigen à decharge die wel wilden getuigen werden om onbekende reden niet opgeroepen.

## Boeken en tv-aflevering
Ad van Liempt schreef in de verantwoording van zijn boek De Drogist (2013) dat hij niet uit was op de rehabilitatie van Reeskamp, maar dat hij wel geprobeerd had aan waarheidsvinding te doen en zo goed mogelijk te achterhalen wat Reeskamp in de oorlog had gedaan en wat hem na de oorlog was overkomen. In 2017 stond Reeskamp centraal in een aflevering van de tv-serie Het was oorlog van Omroep Max.
Hessel de Walle heeft in zijn december 2019 verschenen boek De mannen van de Overval de 26 levensverhalen van de overvallers op de Leeuwarder gevangenis (december 1944) uitgebreid beschreven. Zo ook Gerard Reeskamp. De schrijver is kritisch over de zorgvuldigheid van bovengenoemd boek en tv-aflevering.